# Bogosort
Bogosort, Pogosort, Dumbsort oder Stupidsort (auch Omarsort) bezeichnet ein nicht-stabiles Sortierverfahren, bei dem die Elemente so lange zufällig gemischt werden, bis sie sortiert sind. Wegen der langen Laufzeit ist Bogosort der Prototyp eines schlechten Algorithmus. Bogosort wird insbesondere in der Informatik-Ausbildung in den Bereichen  Datenstrukturen und Algorithmen verwendet, um an einem Extrembeispiel die Eigenschaften von Sortierverfahren im Allgemeinen zu verdeutlichen.

## Laufzeitverhalten
Bogosort ist ein (randomisierter) Las-Vegas-Algorithmus, daher ist dessen Laufzeit eine Zufallsvariable. Die erwartete Laufzeit ist im besten Fall {\displaystyle {\mathcal {O}}(n)} (angegeben in der Landau-Notation) sofern die angegebene Liste bereits sortiert ist und im schlechtesten Fall {\displaystyle \Theta (n\cdot n!)}. Die Fakultät {\displaystyle n!} ist die Anzahl der möglichen Anordnungen (Permutationen) {\displaystyle n} verschiedener Elemente. Die Operation, die am häufigsten ausgeführt wird und das Laufzeitverhalten bestimmt, ist die Anzahl der Vertauschungen. Erstaunlicherweise ist die erwartete Anzahl der Vergleiche, die für große Listen gegen {\displaystyle (e-1)\cdot n!} strebt, wesentlich geringer. Hierbei bezeichnet {\displaystyle e} die Eulersche Zahl.
In der Realität kann die Laufzeit beliebig lang sein, allerdings sind übermäßig lange Laufzeiten gemäß der Markow-Ungleichung auch entsprechend unwahrscheinlich. Der Algorithmus kommt unter der Annahme echter Zufallszahlengeneratoren und einer endlichen Anzahl zu sortierender Elemente fast sicher, d. h. mit Wahrscheinlichkeit 1, nach endlich vielen Schritten zu einem Ergebnis. Das bedeutet, dass es dennoch möglich ist, dass der Algorithmus niemals terminiert. Kommt ein Pseudozufallszahlengenerator zum Einsatz, muss dessen Periode hinreichend lang sein, sodass jede mögliche Permutation mindestens einmal generiert wird, bevor sich die Folge wiederholt.

## Code

### Pseudocode
```
while
 
not
 
sorted
(
deck
)
:

  
shuffle
(
deck
)

```

### Python
```
from
 
random
 
import
 
shuffle

def
 
bogosort
(
data
:
 
list
)
 
->
 
list
:

    
while
 
not
 
all
(
a
 
<=
 
b
 
for
 
a
,
 
b
 
in
 
zip
(
data
,
 
data
[
1
:])):

        
shuffle
(
data
)

    
return
 
data

```

### Java
```
class
 
Main
 
{

	
public
 
static
 
int
[]
 
sort
(
int
[]
 
toSort
)
 
{

		
Random
 
r
 
=
 
new
 
Random
();

	

		
while
 
(
!
isSorted
(
toSort
))
 
{
 
// Prüfen, ob sortiert

			
int
 
a
 
=
 
r
.
nextInt
(
toSort
.
length
);

			
int
 
b
 
=
 
r
.
nextInt
(
toSort
.
length
);

			
int
 
temp
 
=
 
toSort
[
a
]
;

			
toSort
[
a
]
 
=
 
toSort
[
b
]
;

			
toSort
[
b
]
 
=
 
temp
;

		
}

		
return
 
toSort
;

	
}

	
static
 
boolean
 
isSorted
(
int
[]
 
arr
)
 
{

        
for
(
int
 
i
 
=
 
0
;
 
i
 
<
 
arr
.
length
 
-
 
1
;
 
i
++
)
 
{

            
if
 
(
arr
[
i
]
 
>
 
arr
[
i
 
+
 
1
]
)
 
return
 
false
;

        
}

        
return
 
true
;

    
}

}

```

### JavaScript
```
function
 
sort
(
arr
)
 
{

    
while
(
!
isSorted
())
 
{

        
var
 
a
 
=
 
Math
.
floor
(
Math
.
random
()
 
*
 
arr
.
length
);

        
var
 
b
 
=
 
Math
.
floor
(
Math
.
random
()
 
*
 
arr
.
length
);

        
var
 
tmp
 
=
 
arr
[
a
];

        
arr
[
a
]
 
=
 
arr
[
b
];

        
arr
[
b
]
 
=
 
tmp
;

    
}

    
function
 
isSorted
()
 
{

        
for
(
var
 
i
 
=
 
0
;
 
i
 
<
 
arr
.
length
 
-
 
1
;
 
i
++
)
 
{

            
if
 
(
arr
[
i
]
 
>
 
arr
[
i
 
+
 
1
])
 
return
 
false
;

        
}

        
return
 
true
;

    
}

}

```

### C
```
inline
 
void
 
swap
(
register
 
int
 
*
a
,
 
register
 
int
 
*
b
)
 
{

  
register
 
int
 
temp
 
=
 
*
a
;

  
*
a
 
=
 
*
b
;

  
*
b
 
=
 
temp
;

}

int
 
isSorted
(
int
 
arr
[],
 
size_t
 
n
)
 
{

  
for
 
(
size_t
 
i
 
=
 
0
;
 
i
 
<
 
n
 
-
 
1
;
 
++
i
)

    
if
 
(
arr
[
i
]
 
>
 
arr
[
i
 
+
 
1
])

      
return
 
0
;

  
return
 
1
;

}

 

void
 
shuffle
(
int
 
arr
[],
 
size_t
 
n
)
 
{

  
for
 
(
size_t
 
i
 
=
 
n
 
-
 
1
;
 
i
 
>
 
0
;
 
--
i
)
 
{

    
int
 
j
 
=
 
rand
()
 
%
 
(
i
 
+
 
1
);

    
swap
(
&
arr
[
i
],
 
&
arr
[
j
]);

  
}

}

 

void
 
bogoSort
(
int
 
arr
[],
 
size_t
 
n
)
 
{

  
while
 
(
!
isSorted
(
arr
,
 
n
))

    
shuffle
(
arr
,
 
n
);

}

```